# Emma Tucker
Emma Jane Tucker (sinh ngày 24 tháng 10 năm 1966) là một nhà báo người Anh. Bà là tổng biên tập của tờ The Sunday Times, kế nhiệm Martin Ivens vào tháng 1 năm 2020. Trước đây bà là phó tổng biên tập của The Times. Vào tháng 12 năm 2022, bà được bổ nhiệm vị trí tổng biên tập của The Wall Street Journal, trở thành "người phụ nữ đầu tiên lãnh đạo ấn phẩm về kinh doanh 133 năm tuổi."

## Đầu đời
Tucker sinh ngày 24 tháng 10 năm 1966 tại Luân Đôn, Anh. Cha mẹ bà là Nicholas Tucker và Jacqueline Anthony. Bà theo học Trường Wallars và Trường Tu viện ở Lewes, Đông Sussex. Bà nộp đơn xin vào Đại học Atlantic ở Wales. Bà tham dự một cuộc phỏng vấn tại Quảng trường Mecklenburgh, Luân Đôn, nơi bà được trao cơ hội học tập tại Armand Hammer United World College of the American West (UWC-USA) ở Montezuma, New Mexico, Hoa Kỳ. Sáu tuần sau, bà giành học bổng du học tại UWC-USA, và theo học từ năm 16 tuổi vào năm 1983 cho đến năm 1985. Sau đó bà nói rằng "Lúc đầu tôi rất nhớ nhà, nhưng tôi đã có hai năm đáng nhớ ở đó. Đây là một sự thay đổi hoàn toàn về nhịp độ, cuộc sống, quan điểm, mọi thứ". Sau đó, bà theo học Triết học, Chính trị học và Kinh tế học tại Cao đẳng Oxford.

## Sự nghiệp
Năm 1990, Tucker trở thành thực tập sinh tốt nghiệp tại Financial Times (FT). Bà làm việc trong góc báo chí của Viện Thứ dân chuyên viết chuyên mục về thị trường tiền tệ. Bà công tác trong phòng kinh tế của tờ báo vào thời điểm khủng hoảng ERM. Sau đó bà cho rằng, "họ hơi bối rối [FT] ... vì họ không có nhiều phụ nữ trẻ".
Tucker được cử đến Bruxelles từ năm 1994 đến năm 2000, bà đưa tin về Liên minh châu Âu trong công việc thông tin viên nước ngoài đầu tiên của mình. Vào tháng 1 năm 2000, bà chuyển đến Berlin và là thông tin viên tại Đức trong ba năm. Bà chuyên tâm để trở thành biên tập viên bất động sản của FT và chuyển sang các bài đặc biệt. Bà trở thành biên tập viên của FT Weekend.
Tucker gia nhập The Times vào năm 2007 khi là biên tập viên cộng tác về các bài đặc biệt và một năm sau đó trở thành biên tập viên Times2. Năm 2012, bà trở thành chủ nhiệm biên tập của The Times. Vào tháng 10 năm 2013, bà được bổ nhiệm vị trí phó tổng biên tập, dưới quyền tổng biên tập John Witherow, kế nhiệm Keith Blackmore từ chức vào tháng 8 cùng năm.
Cuối tháng 1 năm 2020, Tucker trở thành nữ tổng biên tập đầu tiên của The Sunday Times kể từ Rachel Beer năm 1901. Trong nhiệm kỳ tổng biên tập của Tucker, tờ báo tường thuật về những tranh cãi liên quan đến hợp đồng COVID-19.
Vào tháng 12 năm 2022, bà được bổ nhiệm vị trí tổng biên tập của The Wall Street Journal, trở thành "người phụ nữ đầu tiên lãnh đạo ấn phẩm về kinh doanh 133 tuổi," kế nhiệm Matt Murray vào ngày 1 tháng 2 năm 2023.

## Đời tư
Tucker có ba người con trai (một người sinh vào tháng 2 năm 2001). Họ sống ở Lewes, Đông Sussex. Tucker ly hôn người chồng đầu tiên và chuyển đến Luân Đôn. Năm 2008, bà kết hôn với người chồng thứ hai, Peter Andreas Howarth, ông này có ba con trai. Bà sinh sống ở Herne Hill, Nam Luân Đôn cùng chồng.